# 卤汀河
卤汀河，位于中華人民共和國江苏省，是里下河水网西南部的一条南北向河道，原名浦汀河，海陵河，南起泰州市海陵区通扬运河泰州船闸，向北流经泰州市姜堰区西北部，沿姜堰区与扬州市江都区西北流入兴化市境内，最后于兴化市区北郊注入乌巾荡。全长47.1公里。沿途有支河、茅山河、蚌蜒河、盐邵河、南澄子河、海陵溪等分支分流。